# Cousinia minae
Cousinia minae là một loài thực vật có hoa trong họ Cúc. Loài này được Juz. mô tả khoa học đầu tiên.